# Cultura Alamito
La Cultura Alamito se desarrolló entre el 400 a. C. y el 650, en la zona del Campo de Pucará, en la provincia argentina de Catamarca.
Debido a sus fuertes contactos con la Cultura Condorhuasi, recibió una importante influencia de ella. 
Su economía se basó en la agricultura, la crianza de llamas  y la recolección de los frutos del algarrobo y del chañar.
Trabajaron admirablemente la piedra, creando las obras llamadas «suplicantes» tomando como modelo la figura humana, de absoluta originalidad.